# Francisco Bores
 (avril 2014).
Si vous disposez d'ouvrages ou d'articles de référence ou si vous connaissez des sites web de qualité traitant du thème abordé ici, merci de compléter l'article en donnant les références utiles à sa vérifiabilité et en les liant à la section « Notes et références ».
Francisco Bores López, ou Francisco Borès, né le 6 mai 1898 à Madrid et mort le 10 mai 1972 à Paris 14e, est un peintre espagnol rattaché à la nouvelle École de Paris.

## Biographie
Après ses études, Francisco Bores entre en 1916 à l'académie de Cecilio Pla où il demeure trois ans, et réalise des copies de Velasquez, Goya et Titien au musée du Prado. Il participe à partir de 1922 aux salons officiels puis collabore à différentes revues.
En 1925, Francisco Bores part à Paris où il s'installe à Montparnasse. Il fait la connaissance de Pablo Picasso et de Juan Gris. Après de premiers contacts avec les marchands Jacques Bernheim et Léonce Rosenberg, il présente une première exposition personnelle à la galerie Percier à Paris en 1927, qui lui vaut un article élogieux de Tériade dans la revue Cahiers d'art. Il rencontre alors Jules Supervielle, Max Jacob, Jean Cocteau, Raymond Radiguet, Aragon, André Breton, Paul Éluard, Man Ray et André Beaudin.
En 1929, Francisco Bores séjourne à Grasse et Cagnes avec Raïa Perewoska, qu'il a rencontrée l'année précédente à Paris au café du Dôme et qu'il épouse en 1930, passant l'été auprès de Tériade puis de Picasso. Sa fille Carmen naît en 1931. Il fait la même année la connaissance des sculpteurs Alberto Giacometti et Henri Laurens. Exposant régulièrement à la galerie Vavin-Raspail, il passe en 1933 des vacances à Varengeville avec Pierre Reverdy, y rencontrant Georges Braque puis, pour des raisons économiques, rentre avec sa famille à Madrid chez sa mère.
Francisco Borès expose à Londres en 1934 avec André Beaudin et Salvador Dalí. Il participe à l'exposition Minotaure organisée par E. L. T. Mesens au palais des Beaux-Arts de Bruxelles. En 1935, il signe un contrat avec Daniel-Henry Kahnweiler, directeur de la galerie Simon et retourne à Madrid jusqu'à la guerre civile. Son fils Daniel (hommage à Kahnweiler) naît en 1937. Après le déclenchement de la Seconde Guerre mondiale, Bores s'installe en 1940 à Saint-Jean-de-Luz, où il rencontre quotidiennement Henri Matisse. 
De retour à Paris en 1941, il participe à l'exposition des Vingt jeunes peintres de tradition française, retourne en 1943 à Madrid avec sa famille qui y demeure jusqu'en 1945, mais revient à Paris tandis que paraît Cinq peintres d´aujourd´hui, Borès, Beaudin, Gischia, Estève, Pignon (texte de Roger Lesbats), édité par André Lejard. Il fait la connaissance des peintres espagnols Antoni Tàpies, Baltasar Lobo, Xavier Oriach, Ginés Parra, Orlando Pelayo et Pablo Palazuelo. Participant à de nombreuses exposition collectives en France et à l'étranger, il présente des expositions personnelles à la Galerie de France (1946 et 1949), à la galerie Apollo de Bruxelles (1946), à la galerie Pierre (1950), à la galerie Louis Carré (1954, 1956, 1957 et 1962), chez Pierre Berès (1960).
Francisco Bores réalise en 1961 une série de lithographies pour l'illustration des œuvres complètes d'Albert Camus publiées par l'Imprimerie nationale. Il expose à la galerie Villand et Galanis, aux côtés de Roger Chastel, Maurice Estève, Jacques Lagrange, Léon Gischia et Charles Lapicque en 1964 et 1966 (préface de Roger van Gindertael) et en 1967.
Après sa mort, une cinquantaine d'expositions de ses œuvres ont été organisées dont d'importantes rétrospectives, notamment à la galerie Villand et Galanis à paris (1975), au musée d'histoire et d'art de Luxembourg (1976), à Madrid (1976), à la galerie Artcurial (Paris, 1982), au musée de Santander (1985) et au musée national centre d'art Reina Sofía de Madrid (1999).

## Œuvres dans les collections publiques
Argentine
- Buenos Aires, musée national des Beaux-Arts.

Espagne
- Bilbao, musée des beaux-arts.
- Madrid :
  - musée national centre d'art Reina Sofía : 21 peintures, 150 dessins, 10 gouaches.
  - Museo Municipal de Arte contemporáneo.
- Valence, Institut valencien d'art moderne.
- Valladolid, Museo Patio Herreriano.

États-Unis
- Baltimore, musée d'art de Baltimore.
- Hartford, Wadsworth Atheneum.
- New York, Museum of Modern Art.
- San Francisco, usée des beaux-arts.

France
- Paris :
  - Fonds national d'art contemporain.
  - musée d'art moderne de la ville de Paris.
  - musée national d'Art moderne.
- Bordeaux, musée des beaux-arts.
- Dieppe, château de Dieppe.
- Grenoble, musée de Grenoble.
- Lille, palais des beaux-arts.
- Limoges, musée des beaux-arts.
- Montbrison, collège Victor-de-Laprade, chapelle Sainte-Ursule : dessins des vitraux, 1964-1968, réalisés par le maître-verrier Henri Déchanet.
- Nantes, musée des beaux-arts.
- Pontoise, musée Tavet-Delacour.
- Sète, musée Paul Valéry.
- Troyes, musée d'art moderne.
- Vézelay, musée Zervos.
- Villeneuve-d'Ascq, Lille Métropole Musée d'art moderne, d'art contemporain et d'art brut.

Grèce
- Athènes, Pinacothèque nationale.

Israël
- Jérusalem, musée d’Israël.

Italie
- Turin, Galerie civique d'art moderne et contemporain.

Luxembourg
- Luxembourg, musée national d'histoire et d'art.

Royaume-Uni
- Édimbourg, Scottish National Gallery of Modern Art.
- Oxford, Ashmolean Museum.

Suède
- Göteborg, musée des beaux-arts.
- Stockholm, Moderna Museet.

Suisse
- Zurich, Kunsthaus.

Tchéquie
- Brno, Galerie Morave.
- Prague, Galerie nationale.